# 시덕
시덕(施德)은 백제의 제8품 관등으로, 260년 고이왕 27년 개혁으로 만들어졌다. 정원은 정해져 있지 않았으며, 배색 관복과 조색 대를 착용했다.